# Phaedyma osima
Phaedyma osima är en fjärilsart som beskrevs av Hans Fruhstorfer 1913. Phaedyma osima ingår i släktet Phaedyma och familjen praktfjärilar. Inga underarter finns listade i Catalogue of Life.